# GPUGRID
GPUGRIDはポンペウ・ファブラ大学が運用する分散コンピューティングプロジェクトである。プラットフォームにはBerkeley Open Infrastructure for Network Computing (BOINC) が用いられている。NVIDIA製のCUDA対応GPUを用いて、分子動力学法に基づくシミュレーション計算を行うように設計されている。かつては猛毒グラミシジンが細胞膜を変質するメカニズムを研究していたが終了し、現在は一般的なタンパク質構造予測を行っている。プレイステーション3への対応は2009年10月頃終了した。